# الکساندر کاتای
الکساندر کاتای (سیریلیک صربی: Александар Катаи؛ زادهٔ ۶ فوریهٔ ۱۹۹۱) بازیکن فوتبال اهل صربستان است.
از باشگاه‌هایی که در آن بازی کرده‌است می‌توان به باشگاه فوتبال وویوودینا، باشگاه فوتبال المپیاکوس، باشگاه فوتبال دپورتیوو آلاوس، باشگاه فوتبال او.اف.آی کرته، باشگاه فوتبال ستاره سرخ بلگراد، و شیکاگو فایر اشاره کرد.
وی همچنین در تیم‌های ملی فوتبال زیر ۲۱ سال صربستان و صربستان بازی کرده‌است.